# 藤波朝忠
藤波 朝忠（ふじなみ ともただ）は、室町時代の公卿。神祇大副。伊勢神宮祭主。

## 生涯
神宮祭主藤波伊忠の子として、明応7年（1498年）に生まれる。
大永2年9月2日（1522年9月21日）、父の伊忠から神宮祭主職を譲任された。天文5年（1536年）、従三位に昇叙し、公卿に列した天文6年（1537年）、神祇大副となる。元亀2年（1570年）11月、逝去した。73歳。

## 官歴
- 大永4年2月20日（1524年7月16日）、正五位下[3]
- 天文4年6月15日（1535年7月15日）、正四位下[3]
- 天文5年4月1日（1536年4月21日）、従三位
- 天文12年2月9日（1543年3月14日）、正三位
- 天文17年1月24日（1548年3月4日）、従二位

## 系譜
- 父：藤波伊忠
- 母：不詳
  - 兄弟：藤波国忠
- 妻：不詳
  - 子：藤波康忠